# Heterochelus bidentatus
Heterochelus bidentatus är en skalbaggsart som beskrevs av Hermann Burmeister 1844. Heterochelus bidentatus ingår i släktet Heterochelus och familjen Melolonthidae. Inga underarter finns listade i Catalogue of Life.